# دئون ریچموند
دئون ریچموند (انگلیسی: Deon Richmond؛ زادهٔ ۲ ژوئن ۱۹۷۸) هنرپیشه اهل ایالات متحده آمریکا است. وی از سال ۱۹۸۶ میلادی تاکنون مشغول فعالیت بوده‌است.
از فیلم‌ها یا برنامه‌های تلویزیونی که وی در آن نقش داشته‌است می‌توان به ون وایلدر، جیغ ۳، تیشه، بهترین بلوز، و ادی مورفی بی‌تجربه اشاره کرد.